# Guajeru
Guajeru é um município brasileiro no interior do estado da Bahia, região Nordeste, distante 672 quilômetros da capital estadual Salvador. Guajeru integra junto com outros 23 municípios o Território de Identidade Sudoeste Baiano proposto pela Superintendência de Estudos Econômicos e Sociais da Bahia.

## Geografia
O município de Guajeru está geograficamente localizado na região sudoeste do estado da Bahia, distante aproximadamente 672 km da capital Salvador. Possui uma área territorial de 872,867km2 e uma população atual estimada de 8.050 habitantes. Seus limites geográficos são os seguintes: ao norte limita-se com os municípios de Rio do Antônio e Malhada de Pedras, ao sul limita-se com Condeúba e Jacaraci, ao leste com Presidente Jânio Quadros e a oeste faz limites com o município de Caculé.
Guajeru está localizado no Alto Sertão Baiano, na região do polígono das secas, por esse motivo tem como clima dominante o semiárido. As chuvas são escassas na região, os índices pluviométricos oscilam entre 400mm a 600mm. As secas prolongadas são frequentes, o que dificulta a agricultura e a pecuária, setores mais importantes da economia local. A sede do município está localizada a 628 metros de altitude, possuindo coordenadas geográficas Latitude: 14° 32' 49'' Sul Longitude: 41° 56' 21'' Oeste.

### Hidrografia
O município de Guajeru é banhado pelo Rio do Antônio.
Segundo o estudioso Tranquilino L. Torres na obra "Memória Descritiva do Município de Condeúba", mapas antigos do século XVIII indicam que o rio se chamava Santo Antônio, a denominação do Antônio proveio de, assim chamar, um antigo morador da margem direita do mesmo. Em época de enchentes esse morador oferecia aos viajantes recursos para atravessar. Reza a lenda que era comum o grito dos viajantes: “Vamos para o rio do Antônio!” Devido a isso o rio passou a ter esse nome e o mesmo conserva-se até os dias atuais.
Nesse rio na localidade denominada Poço da Pedra há a barragem que abastece o município de Guajeru.
O rio do Antônio tem um curso de aproximadamente 30 léguas (180 km), nasce no município de Licínio de Almeida. Nesse lugar é chamado de rio Palmeiras, recebe como afluentes o Rio do Salto e o Rio do Paiol. Deságua no Rio Brumado e este por sua vez no Rio das Contas.

### Aspectos socioeconômicos
As atividades econômicas ligadas ao campo, principalmente agricultura e pecuária, são a base da economia de Guajeru. Por estar localizado na região do polígono das secas e frequentemente sofrer com a escassez de chuvas, o município possui uma agricultura de subsistência de baixa produtividade, o mesmo ocorre com a pecuária. Não há indústrias instaladas na área do município, apenas uma pedreira que extrai mármore e outros tipos de minérios e rudimentares casas de mandioca onde ocorre a produção de farinha. As profissões predominantes são agricultores, pecuaristas, funcionários públicos, professores e comerciantes.
Dentre os produtos agrícolas mais cultivados na área rural do município destaca-se o plantio de milho e feijão. Na área urbana, ênfase para o comércio de gêneros alimentícios, vestuário, móveis e eletrodomésticos, sendo o comércio local de tímido desenvolvimento.

### Aspectos culturais
Na região do município de Guajeru podemos encontrar diversas manifestações culturais populares, dentre as mais importantes destacamos, a folia de reis ou reisado, as festas juninas, a queima de Judas, os presépios e festa em honra a padroeira.  A folia de reis é uma manifestação cultural de grande significado para o município, ocorre no período natalino, sendo uma tradição popular que lembra os três reis magos quando estes seguiram a estrela que os levou até a manjedoura onde nascera o menino de Jesus. O reisado vem da tradição católica, os reiseiros percorrem as residências da cidade e zona rural cantando reis, levam à frente uma bandeira e o som de gaitas, bumbas, caixas, palminhas, ganzá e triângulo entoam cantos cujas letras falam dos acontecimentos referentes ao nascimento de Jesus, sua vida e morte.
O presépio é a representação da manjedoura onde nasceu o menino Jesus. Na região de Guajeru, o costume de fazer presépio é muito antigo. Todos os anos na época do Natal as famílias fazem nas residências o Presépio ou Lapinha, nele colocam imagens do menino Jesus, dos reis magos e dos pastores. O presépio só é “desarmado” no dia 6 de Janeiro, dia de Santo Reis. O mês de Junho marca os tradicionais festejos juninos em Guajeru, os moradores têm por costume acender fogueiras na noite do dia 23. As donas de casa preparam os bolos de chiringa e chimango e muitos fogos de artifício estouram nos arraiás. Os bailes caipiras realizados na zona rural animam as comemorações de São João ao som de sanfonas e zabumbas.
Um dos costumes antigos do povo de Guajeru é a tradição da queima de Judas, feita na semana santa tradicionalmente no sábado de Aleluia. Um boneco de pano é confeccionado e colocado no lombo de um jumento. O fantoche percorre as ruas da cidade, também é levado às vilas e povoados pelos foliões pedindo esmolas. Numa noite de festa, antes do boneco ser queimado é lido o testamento do Judas com zombarias dirigidas aos moradores do município. A festa em honra a padroeira da cidade é a mais antiga e mais importante comemoração religiosa de Guajeru, realizada no mês de setembro, sendo data de costume o dia 8, é uma tradição do final do século XIX. Teve início no ano de 1883 quando a imagem de Santa Rosa foi comprada em Salvador e colocada solenemente na igreja.
Nas últimas décadas estão sendo realizadas em Guajeru as cavalgadas, eventos que tem reunido grande quantidade de pessoas, inclusive visitantes de outros municípios. São considerados eventos culturais de maior relevância na região: os festejos juninos, a cavalgada e a festa da padroeira. O cine teatro Glauber Rocha e a biblioteca pública municipal Eugênio Bispo de Souza são os estabelecimentos socioculturais existentes em Guajeru. Com relação as práticas esportivas, o futebol é o esporte mais praticado, existem diversos campos de várzea na zona rural e um próximo à cidade, há três quadras poliesportivas na zona urbana e uma na zona rural. No município não tem cinemas nem teatro.

### Infraestrutura material
No que concerne a infraestrutura material o município possui rede de energia elétrica em toda a área urbana e na maioria das localidades rurais, todavia existem ainda regiões nas quais os moradores não têm acesso a energia elétrica. Com relação a estrutura de transportes, o município possui apenas uma estrada com pavimentação asfáltica, a que liga a cidade à Malhada de Pedras. Todas as demais estradas são vicinais ligando a sede do município a zona rural e aos outros municípios vizinhos. No aspecto meio de comunicação existe em Guajeru uma rádio comunitária transmitindo em FM cujo alcance atinge a maior parte do território municipal. Não há na sede do município adequações voltadas para a mobilidade urbana e as residências são quase que exclusivamente construções de alvenaria.

## História
O município de Guajeru tem suas origens históricas no povoado de Santa Rosa do Panasco, núcleo populacional surgido na primeira metade do século XIX na área pertencente ao município de Condeúba, região do Alto Sertão Baiano. Posteriormente, o povoado foi elevado à categoria de distrito pela lei municipal nº 04 de 16 de fevereiro de 1893 passando a ser denominado distrito de Santa Rosa. O povoado passou a ter importância política no ano de 1911, nessa época ganhou o status de vila, passando a se chamar Vila de Santa Rosa e tornando-se uma das muitas divisões administrativas do município de Condeúba naquela época.
A formação histórica do município de Guajeru está relacionada ao período de exploração e povoamento do “Alto Sertão da Serra Geral da Bahia” iniciado no século XVII, quando o rei de Portugal concedeu a nobres daquele país sesmarias no sertão baiano, dando poder a estes para explorar as terras a procura de ouro e demais metais preciosos e dar início a criação de gado. As terras da região do município de Guajeru pertenceram à família Guedes Brito e antes da chegada dos europeus eram habitadas por índios das tribos Mongoiós, Pataxós e Ymborés (denominados pelos portugueses de Botocudos). 
O povoamento da região do atual município de Guajeru está diretamente ligado à exploração das minas de ouro em Rio de Contas, iniciada em meados do século XVIII. Com a descoberta de ouro na Chapada Diamantina um enorme fluxo populacional deslocou-se da região de Minas Gerais e Goiás para o Alto Sertão da Bahia, muitas pessoas que vieram a procura de riquezas fixaram morada e permaneceram na região o que originou fazendas e povoados. Além disso, a região do município de Guajeru no século XVIII era caminho de passagem de viajantes e tropeiros que se deslocavam das Minas Novas, norte de Minas Gerais, para a região de Rio de Contas.
A povoação que deu origem a atual cidade formou-se próximo à estrada por onde passavam viajantes e aventureiros que saiam do norte de Minas Gerais em direção a Chapada Diamantina, local das minas de ouro e pedras preciosas. As primeiras edificações foram construídas no lugar que os antigos moradores denominaram “Rua Velha”. No ano de 1875, moradores da localidade e de fazendas próximas iniciaram a construção de uma igreja em homenagem a Santa Rosa de Viterbo, o templo religioso foi erguido em um terreno de elevada altitude, distante aproximadamente trezentos metros das habitações primitivas. Com o passar dos anos, várias residências foram construídas ao redor da igreja e uma pequena vila começou a se formar. A antiga povoação foi abandonada e um novo núcleo populacional se originou. As primeiras casas foram construídas pelos moradores Estanislau Ferreira Porto, Jesuíno Pereira de Souza e Clemente Soares.
Segundo o historiador Nestor Evangelista de Carvalho na obra “Breve notícia do município de Condeúba”, na década de 1920 na Vila de Santa Rosa já existiam aproximadamente quarenta e duas residências de platibandas e cornijas, uma igreja, um mercado público e um edifício municipal. Nessa época, o distrito de Santa Rosa já desfrutava de razoável progresso, havia diversos estabelecimentos comerciais e as atividades econômicas mais desenvolvidas era a agricultura, destaque para o plantio de algodão, milho, feijão e mandioca, e a pecuária com predominância da criação de gado vacum.
A vila de Santa Rosa ganhou prosperidade nas décadas seguinte tendo um grande crescimento populacional, sendo que, no ano de 1944, por ocasião da reforma toponímica nacional implantada pelo governo de Getúlio Vargas, o nome Santa Rosa foi substituído por imposição da administração condeubense para Guajeru, palavra de origem tupi-guarani, a mesma provém do vocábulo Iwayu`ru, cujo significado na língua indígena é mato baixo, denominação dada a plantas de até dez metros.  

### Emancipação política
A luta pela emancipação política do distrito de Guajeru teve início nos primeiros anos da década de 1970. A iniciativa partiu do vereador Raul Nunes dos Santos, um dos representantes guajeruenses na Câmara Municipal de Condeúba, ele manteve contato com diversos deputados estaduais e federais, dentre eles: Hélio Correia, Vasco Neto, Naomar Alcântara e Luís Cabral, com o apoio dessas lideranças políticas baianas Raul Nunes liderou o movimento a favor da emancipação de Guajeru. O projeto político para separar o distrito de Guajeru de Condeúba ganhou impulso no ano de 1981, nessa ocasião, houve a união das principais lideranças políticas guajeruenses em torno do mesmo ideal, assim, Raul Nunes passou a contar com o apoio de Oriovaldo Santos Araújo, Geraldo de Souza Porto, Maurino da Silva Azeredo, Manoel de Oliveira Rocha, dentre outros, para prosseguir com a luta que culminaria anos depois com a tão sonhada emancipação política de Guajeru.
Em abril de 1982 o deputado estadual Naomar Alcântara apresentou o projeto de lei que criaria o município de Guajeru na Assembleia Legislativa do estado da Bahia, todavia o mesmo não foi aprovado, pois o distrito não possuía o número de dez mil habitantes exigido na época para a emancipação. Os dados do IBGE comprovavam a existência de apenas 9.402 habitantes. As lideranças políticas de Guajeru agora comandadas por Oriovaldo Santos Araújo não desistiram do sonho da emancipação política e continuaram lutando pelo objetivo, solicitaram nova contagem da população e após conseguir comprovação do número suficiente de habitantes, receberam a notícia do parecer favorável pela emancipação do distrito.
O plebiscito para a emancipação política de Guajeru foi realizado no dia 25 de novembro de 1984, foram 2.435 votos a favor e 16 votos contra. A lei n° 4.402 foi assinada pelo Governador da Bahia João Durval Carneiro no dia 25 de fevereiro de 1985 e publicada no Diário Oficial do estado no dia 26 de fevereiro concretizando assim a separação definitiva de Guajeru do município de Condeúba. Depois de ver o sonho de a emancipação virar realidade, as lideranças políticas de Guajeru tinham agora outra importante missão: organizar o processo político que elegeria os primeiros governantes do recém-criado município.
Em 15 de novembro de 1985 realizou-se a primeira eleição para a escolha do primeiro prefeito e da primeira Câmara de Vereadores, sendo eleito para o cargo de prefeito Oriovaldo Santos Araújo e para vice-prefeito Manoel de Oliveira Rocha. A instalação do novo município ocorreu no dia primeiro de janeiro de 1986 com a posse do prefeito e vereadores eleitos. Posteriormente, o município de Guajeru foi administrado pelos seguintes prefeitos: Antônio de Souza Farias, novamente Oriovaldo Santos Araújo, Dotino de Souza Costa, Neuton de Souza Viana, Jorge Ubiraja Marques de Souza , Gilmar Rocha Cangussu e atualmente o gestor é Jilvan Teixeira Ribeiro.